# Brooke-Alvinston (Ontario)
Brooke-Alvinston to gmina (ang. township) w Kanadzie, w prowincji Ontario, w hrabstwie Lambton.
Powierzchnia Brooke-Alvinston to 311,3 km².
Według danych spisu powszechnego z roku 2001 Brooke-Alvinston liczy 2785 mieszkańców (8,95 os./km²).

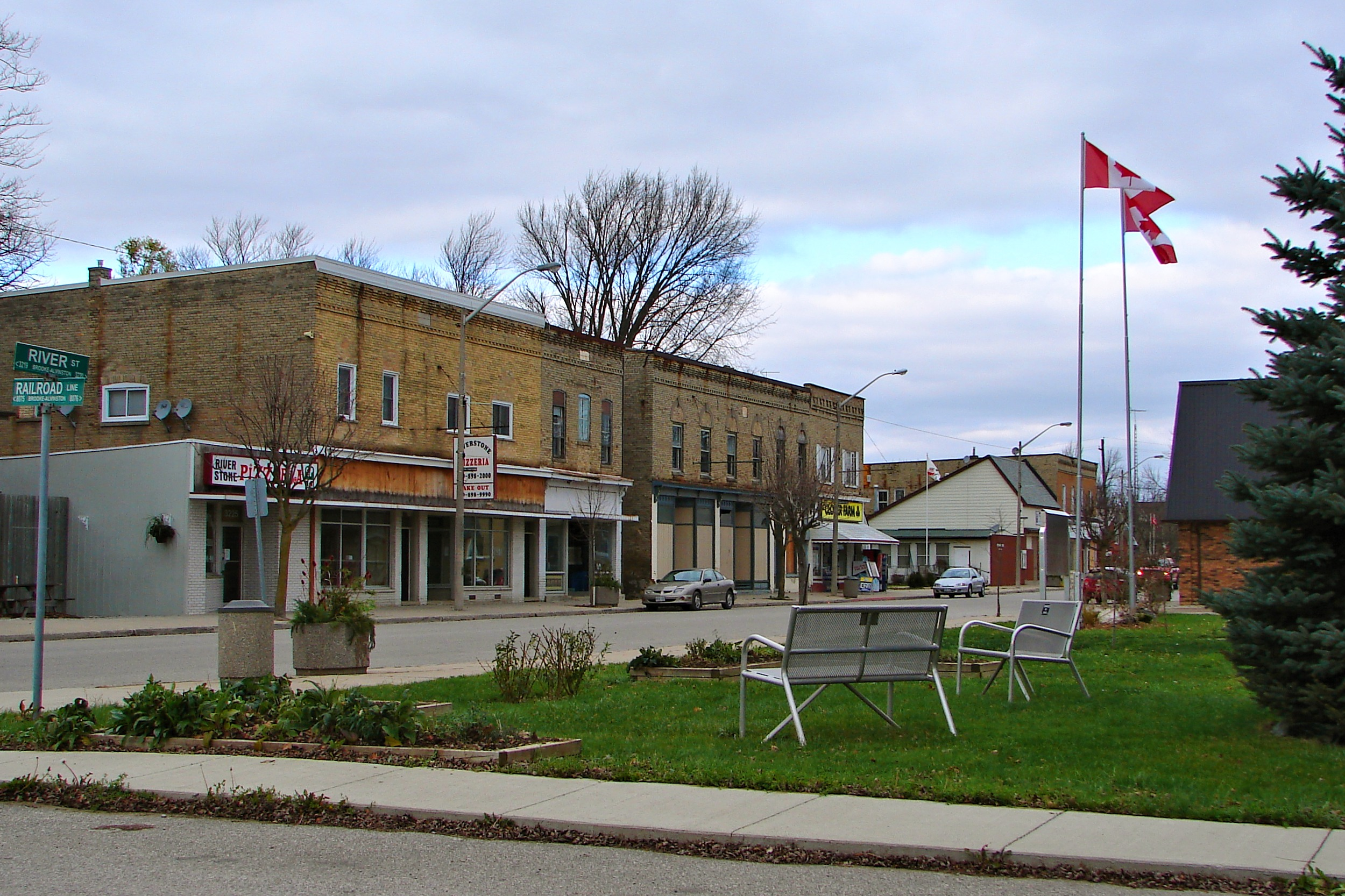
Alvinston